# Гунтрам Богати
Гунтрам Богати (на немски: Guntram der Reiche; на френски: Gontran le Riche, * 904/930, † 1 април 946/26 март 973) е граф в Брайзгау след 904 или от 930 до 946/973 г. и херцог на Мури и според Acta Murensia от 1160 г. е основател на род Хабсбурги.

## Произход
Неговият баща според Acta Murensia е краля на Хелвеция и Алемания: Теодеберт. Според други източници той е третият син на Хуго I († 940), граф в елзаския Нордгау, и на Хилдегард от графство Пфирт. Той е потомък на Етихо, третият известен херцог в Елзас († между 682 и 700 г.), бащата на Света Одилия († 720). Неговият голям брат е Еберхард IV граф на Нордгау († 972/973). Той произлиза от Елзас от клон Еберхарди на род Етихониди и има земи в Елзас и в Брайзгау, които са му взети заедно с графската титла на импреското събрания в Аугсбург през 952 г. от император Ото I Великизаради предателство.
Той е дядо на Радбот, основателят на замък Хабсбург.

## Фамилия
Гумирам се жени през 945 г. за пръв път за Бригантина, графиня на Монфор, и втори път за Ита фон Калм, дъщеря на Аделбером фон Калм. Той е баща на:
- Ланцелин (* 950, † август 991), граф в Клетгау, на Алтенбург, Тургау и Хабсбург от 985 до 991 г.